# 東水俣駅
東水俣駅（ひがしみなまたえき）は、かつて熊本県水俣市長野17番地に設置されていた、九州旅客鉄道（JR九州）山野線の駅（廃駅）である。山野線の廃止に伴い、1988年（昭和63年）2月1日に廃駅となった。

## 歴史
- 1934年（昭和9年）4月22日：山野西線（後の山野線）の旅客駅として開業[1]。
- 1957年（昭和32年）10月1日：貨物および荷物の取り扱いを廃止[1]。無人化される。
- 1987年（昭和62年）4月1日：国鉄分割民営化により、JR九州に継承[1]。
- 1988年（昭和63年）2月1日：山野線の全線廃止に伴い、廃駅となる[1]。

## 駅構造
単式ホーム1面1線と側線1本を有する地上駅であり、無人駅であった。有人駅時代はホームに上がる階段の前に駅舎があったが、無人化後に取り壊され、廃止時にはホームとその上の待合所を有するのみの簡素な駅となっていた。

## 駅周辺
- 熊本県立水俣高等学校 - 当駅の利用者はほとんどが同校に通学する生徒であった。

## 現在
線路跡を利用した自転車･歩行車道「日本一長い運動場」の休憩ポイントとして、公衆トイレやベンチがある。また、ホームへ続いていた階段が今でも残っている。

## 隣の駅
九州旅客鉄道（JR九州）
山野線
水俣駅 - 東水俣駅 - 肥後深川駅